# Lugius
Lugius était un co-chef des Cimbres pendant la guerre des Cimbres dans laquelle les Cimbres remportèrent la bataille d'Arausio contre les Romains en 105 av. J.C.. Il a été vaincu et tué avec Boiorix en 101 av. J.C. lors de la bataille de Vercellae. Les autres chefs cimbres, Claodicus et Gaesorix, ont été capturés .